# 季娜依达·吉皮乌斯

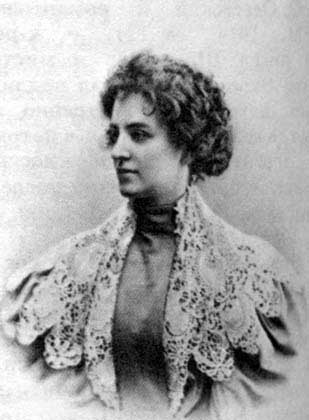
季娜依达·吉皮乌斯

季娜依达·尼古拉耶芙娜·吉皮乌斯（俄語：Зинаи́да Никола́евна Ги́ппиус，羅馬化：Zinaida Nikolayevna Gippius，IPA：[zʲɪnɐˈidə nʲɪkɐˈlajɪvnə ˈɡʲipʲɪus] ⓘ；1869年11月20日—1945年9月9日），俄罗斯象征主义诗人及作家。她是象征主义哲学家德米特里·梅列日科夫斯基的妻子，他们的婚姻持续了52年。她也是共济会会员。其诗清澈明快、意象舒张，具有宗教意味。1920年后不满十月革命而流亡法国，1945年卒于巴黎。著有诗集《1889—1903年诗集》、《1903—1909年诗选》、《1914—1918 年，最后的诗篇》、《闪烁集》等。其诗具有强烈的宗教意味，融合了高度的理性和紧张的激情，对那个时代的荒诞感有所反应。

## 生平与创作
吉皮乌斯出生在俄罗斯图拉省別廖夫的一个日耳曼血统的官僚家庭，少年时代在乌克兰的涅任度过，其间阅读了果戈理、屠格涅夫、陀思妥耶夫斯基的作品。1888年结识了哲学家、诗人梅列日科夫斯基，次年结婚。之后他们移居彼得堡，在那儿住到1919年12月。1906年至1914年曾至巴黎旅行，并在那儿购置了住宅。
1888年，吉皮乌斯发表了自己的处女作，但她的作品到1905年才受到重视。他们在利捷伊内街24号的住宅后来成为象征派的活动中心。在彼得堡时期，她发表的作品有论文集《文学日记》、小说《鬼洋娃娃》、两卷包括1910年之前诗作的诗集以及《近年诗抄》（1918）。这时期评论家大多认为她的小说有些主题先行，人物缺乏真实感，然而她的诗歌技巧却受到普遍赞扬。诺肯季·安年斯基评论她的诗歌“总是透露出一种惶恐不安，或是言犹未尽的意思，或是心中摆锤的痛苦的摇摆”。